# Тар (пустиња)
Пустиња Тар (хинд. थार मरुस्थल) је пустиња која се простире преко северозападног дела Индије и југоисточног дела државе Пакистан. Још се позната и под називима Марустхали или Велика индијска пустиња, као и пустиња Холистан у једном делу. Простире се на површини око 446.000 km², 850 km у дужину и 485 km у ширину.
Већи део пустиње се простире преко индијске државе Раџастан (окрузи Биканер, Чуру, Шри-Ганганагар и Ханумангарх), а захвата и јужни део држава Харајана и Пенџаб, и северни део Гуџарата. У Пакистану, пустиња се простире на источном делу провенције Синд и југоисточном делу провинције Пенџаба, где се она назива пустиња Холистан.
Клима у пустињи Тар је тропска. Падавина има мање на западу око 90 mm, док на истоку нешто више, око 200 mm годишње, који пада у летњем периоду монсуна. Честе су пешчане олује. Подземних вода има у изобиљу, понегде сланих. Пустиња је већином стеновита, док је њен мали део на крајњем западу песковит.

## Порекло
Порекло пустиње Тар је несигурно. Неки геолози сматрају да је пустиња стара од 4.000 до 10.000 година, док неки тврде да је настајање пустиње започело много раније. Подручје карактеришу екстремне температуре које лети прелазе 45 °C, а зими се спуштају испод 0 °C. Падавине у овом подручју су непредвидљиве и неправилне, и крећу се од испод 120 mm на крајњем западу до 375 mm на истоку. Недостатак падавина је углавном последица јединственог положаја пустиње у односу на ланац Аравали. Пустиња лежи у заклоњеном подручју од падавина коју ствара грана југозападног монсуна из Бенгалског залива.

## Биодиверзитет
Пешчана подручја у пустињи су испреплетана брдашцима и пешчаним и шљунковитим равницама. Због диверсификованог станишта и екосистема, у овом сувом региону су вегетација, људска култура и животињски свет веома богати и разноврсни за разлику од других пустиња на свету. Око 23 врста гуштера и 25 врста змија се могу наћи овде и неколико њих су ендемске врсте.
Неке животињске врсте које брзо нестају у другим деловима Индије, налазе се у пустињи Тар у великом броју, као што је јеленска антилопа (Antilope cervicapra), индијска газела (Gazella bennettii) и индијски дивљи магарац (Equus hemionus khur). Они су развили одличне стратегије преживљавања, ситније су грађе од других сличних животиња које живе у другачијим условима, и углавном су ноћне животиње. Постоје неки други фактори одговорни за опстанак ових животиња у пустињи. Због недостатка воде у овом региону, трансформација пашњака у обрадиву површину је била веома спора. Заштита коју им пружа локална заједница, Бишноисти, такође је значајан фактор. Остали сисари пустиње Тар укључују подврсту риђе лисице (Vulpes vulpes pusilla) и каракала.
Овај регион је уточиште за 141 врсту пустињских птица селица и станарица. Могу се видети орлови, еје, соколови, лешинари и мишари.
Индијски паун (Pavo cristatus) је становник Тар региона који се овде и размножава. Паун је одређен као национални симбол Индије и покрајински симбол Пенџаба (Пакистан). Може се наћи у крошњама хеџрија или свете смокве.

## Људи
Пустиња Тар је најгушће насељена пустиња на свету, са густином насељености од 83 становника по . У Индији, становништво чине хиндуси, муслимани, и сики. У Пакистану, становници су синди и колхи.
Око 40% укупног становништва Раџастана живи у пустињи Тар. Основна делатност људи је пољопривреда и сточарство. Разне културе богате традицијом преовладавају у овој пустињи. Људи имају велику жељу за народном музиком и народном поезијом.
Џодпур, највећи град у региону, налази се у жбунастом шумском региону. Биканер и Џаисалмер се налазе у пустињи. Велики пројекат наводњавања је оспособио подручја северне и западне пустиње за пољопривреду. Становништво је већински пастирско, и индустрија коже и вуне су истакнуте.
Пакистански део пустиње има богату културу, вишеструко наслеђа, традиције, народне бајке, плесове и музику због становника који припадају различитим религијама, сектама и кастама.

## Пошумљавање
Пошумљавање има важну улогу у сузбијању мелиорације у полусушним и сушним подручјима. Ако је правилно планирано, пошумљавање може дати значајан допринос општој добробити људи који живе у пустињским областима. Животни стандард народа у пустињи је низак. Они не могу да приуште горива као што су нафта, гас, керозин и др. Дрво је њихово главно гориво и од укупне потрошње дрвета — око 75% чине дрва за потпалу. Покривеност вегетацијом у пустињи је ниска. Раџастан има површину шума од 31.150 , што је око 9% читаве територије. Подручје под шумама је углавном у јужним окрузима Раџастана, као што је Удаипур као и Читоргар. Најмања површина под шумама је у округу Чуру, са само 80 . Стога шума не успева да задовољи потребу за дрветом за потпалу и испашу у пустињским областима. Ово преусмерава преко потребно сточно ђубриво са њива на огњишта. То заузврат резултира смањењем у пољопривредној производњи. Модел агрошумарства је најпогоднији за пустињско становништво. Неки институти се залажу за примену агрошумарства у пракси.
Научници Института за истраживање Централне сушне зоне (ЦАЗРИ), успешно су развили и унапредили на десетине традиционалних и нетрадиционалних усева и воћа, као што је биљка Бер (попут шљиве) која производи много веће плодове него пре (величине лимуна) и могу напредовати уз минималне падавине. Ова стабла су постала профитабилна опција за пољопривреднике. Један пример из студије случаја хортикултуре, показао је да од 35 врста биљака Бера Ziziphus mauritiana и Гуара Cyamopsis tetragonoloba (сорте Гола, Себ и Мундиа развијене у ЦАЗРИ-ју), користећи само један хектар земље, принос је износио 10.000 kg Бер плодова и 250 kg Гуар плодова, што доноси двоструки или чак троструки профит.
Институт за истраживање сушних шума, (АФРИ) налази се у Џодпуру и представља још један институт на националном нивоу у овом региону. То је један од института Индијског Савета за образовање и истраживање шумарства (ИЦФРЕ) који ради под окриљем Министарства за шуме и животну средину, у Влади Индије. Циљ Института је да изврши научна истраживања у области шумарства у циљу пружања технологије којом ће се повећати покривеност вегетацијом и сачувати биодиверзитет у топлим сушним и полу-сувим регионима Раџастана, Гуџарата и заједничке територије Дадара и Нагар Хавели.

### 
Најважнија врста дрвећа у смислу пружања живота у областима пустиње Тар је Prosopis cineraria.
Prosopis cineraria даје дрвну грађу високог квалитета. Користи се за изградњу кућа, углавном за рогове, вертикалне стубове, врата и прозоре, и за добру изградњу водоводних цеви, делове воденичког кола, пољопривредног оруђа и шахтова, жица и јарма за приколице. Такође се може користити за израду дршке алата. Производња дрвених кутија и посуда је још један важан део дрвне индустрије која у великој мери зависи од пустињског дрвећа.
Ова биљка се много вреднује као извор сточне хране. Дрвеће се знатно орезује, посебно током зимских месеци када ниједан други вид зелене сточне хране није доступан у сувим пределима. Постоји изрека која каже да смрт неће сатрети човека, чак и у време глади, ако поред себе има стабло ове биљке, козу и камилу, јер они су довољни да одрже човека чак и под веома тешким животним условима. Принос сточне хране по стаблу варира у великој мери. У просеку, принос зелене крме од одраслог стабла се очекује да буде око 60 kg уз потпуно орезивање, када се оставља само централни изданак стабла, 30 kg када се орежу доње две трећине круне (крошње) и 20 kg када се ореже само најнижа трећина круне. Листови су високе нутритивне вредности. Исхрана лишћем током зиме, када нема другог зеленила, у кишним областима је врло профитабилна. Махуне имају сладуњав укус и користе се и као сточна храна за стоку.
Prosopis cineraria је најзначајнија врста хране која пружа хранљиво и веома укусно зеленило, као и суву сточну храну која је омиљена посластица камила, говеда, оваца и коза, и уједно представља велики сегмент исхране пустињске стоке. Локално назив јој је „Лунг“ (Loong). Махуне се локално називају „Сангар“ или „Сангри“. Осушене махуне локално познате као „Хо-Ха“ јестиве су и чине богат извор сточне хране коју воле све животиње. Зелене махуне такође чине богат сегмент сточне хране, када се скувају и потом природно осуше. Њих такође конзумирају људи у периоду глади, а биле су познате чак и праисторијском човеку. Чак је и кора, која има горак укус, наводно конзумирана током тешке глади 1899. и 1939. године.
Забележена је висока калориферна вредност ове биљке и она представља огревно дрво високог квалитета. Орезане гране су добре као материјал за ограђивање. Њен корен такође подстиче азотофиксацију која потпомаже производњу већих приноса усева.